# Список станций Бакинского метрополитена
Это список станций Бакинского метрополитена — системы линий метрополитена в Баку (Азербайджан).

## Линии и станции
Бакинский метрополитен состоит из 3 линий и 27 станций.

### Красная линия
Красная линия (азерб. Qırmızı Xətt), движение осуществляется по вилочной схеме с Зелёной линией, а не отдельно по каждой из них.
| Станция             | Дата открытия        | Выходы | Прежнее название                | Вид станции |  |
| ------------------- | -------------------- | --- | ------------------------------- | ----------- |  |
| «Ичери Шехер»       | 6 ноября 1967 года   | улица Истиглалият, Ичери-шехер, Бакинская мэрия, Бакинская Филармония                                                         | «Бакы Совети»                   |             |  |
| «Сахил»             | 6 ноября 1967 года   | улицы У. Гаджибекова и З. Алиевой, проспект Бюльбюля, Морская Академия, парк "Сахил"                                          | «26 Бакы комиссары»             |             |  |
| «28 Май»            | 6 ноября 1967 года   | KFC, 28 Mall, Нефтяная Академия, Бакинский железнодорожный вокзал, улицы Диляры Алиевой и Салатын Аскеровой, проспект Азадлыг | «28 Апрел»                      |             |  |
| «Гянджлик»          | 6 ноября 1967 года   | улица Фатали Хана Хойского и проспект Ататюрка                                                                                |                                 |             |  |
| «Нариман Нариманов» | 6 ноября 1967 года   | улицы Тебриз и Ага Нейматулла                                                                                                 |                                 |             |  |
| «Бакмил»            | 28 марта 1970 года   | | «Деповская», «Электрозаводская» |             |  |
| «Улдуз»             | 5 мая 1970 года      | |                                 |             |  |
| «Кероглу»           | 6 ноября 1972 года   | железнодорожная платформа «Кёроглу» и автостанция                                                                             | «Мешади Азизбеков»              |             |  |
| «Кара Караев»       | 6 ноября 1972 года   | | «Аврора»                        |             |  |
| «Нефтчиляр»         | 6 ноября 1972 года   | |                                 |             |  |
| «Халглар достлугу»  | 28 апреля 1989 года  | |                                 |             |  |
| «Ахмедлы»           | 28 апреля 1989 года  | |                                 |             |  |
| «Ази Асланов»       | 10 декабря 2002 года | улица Худу Мамедова и Мухаммеда Хади                                                                                          |                                 |             |  |

### Зелёная линия
Зелёная линия (азерб. Yaşıl Xətt), движение осуществляется по вилочной схеме с Красной линией, а не отдельно по каждой из них.
| Станция             | Дата открытия        | Выходы                                                                                            | Прежнее название        | Вид станции |
| ------------------- | -------------------- | ------------------------------------------------------------------------------------------------- | ----------------------- | ----------- |
| «Низами Гянджеви»   | 31 декабря 1976 года | улица Джафара Джаббарлы                                                                           |                         |             |
| «Элмляр Академиясы» | 31 декабря 1985 года | проспект и парк Гусейн Джавида, Бакинский Государственный Университет, Академия Наук Азербайджана |                         |             |
| «Иншаатчылар»       | 31 декабря 1985 года | улица А.М. Шарифзаде                                                                              |                         |             |
| «20 января»         | 31 декабря 1985 года | пересечение Московского и Тбилисского проспектов, Велотрек                                        | «XI Гызыл Орду Мейданы» |             |
| «Мемар Аджеми»      | 31 декабря 1985 года | улица Джавадхана, Московский Универмаг                                                            |                         |             |
| «Насими»            | 9 октября 2008 года  | Национальный Офтальмологический Центр имени академика Зарифы Алиевой                              |                         |             |
| «Азадлыг проспекти» | 30 декабря 2009 года | 8 микрорайон, проспект Азадлыг                                                                    |                         |             |
| «Дарнагюль»         | 29 июня 2011 года    |                                                                                                   |                         |             |

#### Джафар Джаббарлы — Шах Исмаил Хатаи
Участок Зелёной линии, на котором движение временно осуществляется вне общей сети, двумя челночными поездами.
| Станция            | Дата открытия        | Выходы                                                                              | Прежнее названия | Вид станции |
| ------------------ | -------------------- | ----------------------------------------------------------------------------------- | ---------------- | ----------- |
| «Шах Исмаил Хатаи» | 22 февраля 1968 года | проспект Ходжалы                                                                    | «Шаумян»         |             |
| «Джафар Джаббарлы» | 27 декабря 1993 года | KFC, 28 Mall, проспект Азадлыг, Нефтяная Академия, Бакинский железнодорожный вокзал |                  |             |

### Фиолетовая линия
Фиолетовая линия (азерб. Bənövşəyi Xətt).
| Станция        | Дата открытия        | Выходы                                                             | Прежнее названия | Вид станции |
| -------------- | -------------------- | ------------------------------------------------------------------ | ---------------- | ----------- |
| Автовокзал     | 19 апреля 2016 года  | Бакинский международный автовокзальный комплекс, Сумгаитское шоссе |                  |             |
| Мемар Аджеми-2 | 19 апреля 2016 года  | улица Джавадхана, Московский Универмаг                             |                  |             |
| 8 ноября       | 29 мая 2021 года     | Главный клинический госпиталь ВС Азербайджана                      |                  |             |
| Ходжасан       | 23 декабря 2022 года | Бакинская окружная дорога                                          |                  |             |

## Строящиеся и проектируемые станции
В 2025-2030 гг. планируется построить 10 станций (6 станций в списке находится на Фиолетовой линии,а остальные 4 станции находится на Зелёной).
- B-4 («Спорткомклекс», «Джалил Мамедгулузаде»)
- Y-14 («Аг Шехер» [Белый Город])
- Y-15 («Азернефтьяг»)
- Y-16 («Наргиля»)
- Y-17 (Ази Асланов-2)
- B-5 («Низами-2»)
- B-6A («Сахиль-2»)
- B-6B
- B-7 («Хатаи-2»)
- В-8

Строительство 3 новых станций (Y-14, Y-15, Y-16) на Зелёной линии началось в 2016 году. Строительство станции B-4 началось в 2021 году. А строительство станции Y-17 («Ази Асланов-2») началось в 2011 году.